# Kidogo (cómic)
Kidogo (Lazaro Kotikash) es un mutante creado por Nunzio DeFilippis y Christina Weir y apareció por primera vez en New X-Men: Academia X # 12 (2005). Lazaro Kotikash es Masái, y su nombre en clave se podría traducir como "algo pequeño" en  suajili. Él es un estudiante en el  Instituto Xavier de Aprendizaje Superior y es miembro del Escuadrón Alfa de Northstar. Sus compañeros de estudios lo votaron como el que tiene el "poder mutante mas irónico", ya que aunque en su estado normal es casi una cabeza más alto que cualquier otra persona, su poder es reducirse a una altura de sólo diez centímetros. Kidogo fue uno de los muchos mutantes que perdieron sus poderes en el Día M, por lo que tuvo que abandonar el Instituto Xavier, pero no estaba en el autobús que William Stryker atacó.

## Poderes y habilidades
Antes de perder sus poderes, Lazaro era un micromorfo, capaz de reducirse a sólo diez centímetros de altura desplazando su masa extra-dimensionalmente. Tiene cicatrices rituales en forma de círculos en sus pómulos.